# Championnat de Russie de football de deuxième division 2011-2012
Navigation
Édition précédente Édition suivante
La saison 2011-2012 de FNL est la vingtième édition de la deuxième division russe. Cette saison est marquée par le passage d'un championnat d'été, entre mars et novembre, à un championnat d'hiver, entre août et mai. Elle prend place du 4 avril 2011 au 27 mai 2012.
Vingt clubs du pays sont dans un premier temps regroupés au sein d'une poule unique où ils s'affrontent à deux reprises, à domicile et à l'extérieur. Ils sont par la suite divisés en deux poules nommées « Promotion » et « Relégation » comptant respectivement huit et douze équipes qui s'affrontent une nouvelle fois à deux et une reprises afin de déterminer les places finales. En fin de saison, les quatre derniers du classement sont relégués en troisième division tandis que les deux premiers sont directement promus en première division, alors que le troisième et le quatrième doivent disputer un barrage de promotion face au treizième et quatorzième du premier échelon.
Le Mordovia Saransk remporte la compétition et est promu en première division. Il est accompagné de l'Alania Vladikavkaz qui termine second tandis que le FK Nijni Novgorod et le Chinnik Iaroslavl, barragistes, échouent lors de leurs barrages respectifs.
À l'autre bout du classement, le Fakel Voronej est relégué en tant que lanterne rouge, accompagné par le Tchernomorets Novorossiisk, le Luch-Energia Vladivostok et le Gazovik Orenbourg. L'après-saison est par ailleurs marquée par moins de quatre retraits pour des raisons financières : le FK Nijni Novgorod barragiste se retire ainsi accompagné par le Dinamo Briansk, cinquième, le Kamaz Naberejnye Tchelny et le Torpedo Vladimir.
Le meilleur buteur de la compétition est Rouslan Moukhametchine du Mordovia Saransk avec trente-et-un buts inscrits. Il est suivi par Dmitri Goloubov, qui a évolué successivement avec le Baltika Kaliningrad et le Dinamo Briansk et en a inscrit vingt-deux tandis que le troisième Dmitri Akimov du Sibir Novossibirsk en comptabilise vingt.

## Participants
Un total de vingt équipes participent au championnat, douze d'entre elles étant déjà présentes la saison précédente, auxquelles s'ajoutent deux relégués de première division, l'Alania Vladikavkaz et le Sibir Novossibirsk, ainsi que six promus de troisième division, que sont le Fakel Voronej, le Gazovik Orenbourg, le Ienisseï Krasnoïarsk, le Tchernomorets Novorossiisk, le Torpedo Moscou et le Torpedo Vladimir, qui remplacent les promus et relégués de l'édition précédente.
Parmi ces clubs, le SKA-Energia Khabarovsk est celui présent depuis le plus longtemps avec une participation ininterrompue en deuxième division depuis 2002, suivi du Kamaz Naberejnye Tchelny présent depuis 2004, puis de l'Oural Iekaterinbourg et du Baltika Kaliningrad qui prennent respectivement part à la compétition depuis 2005 et 2006.
La pré-saison est marquée par la promotion administrative du FK Krasnodar, cinquième la saison précédente, qui remplace le Saturn Ramenskoïe en première division. Il est remplacé par le Fakel Voronej, quatrième du groupe Centre de la troisième division.
Le Jemtchoujina Sotchi annonce son retrait de la compétition durant le mois d'août 2011. La première phase du championnat se termine donc à dix-neuf équipes, tandis que le groupe relégation de la deuxième phase compte onze équipes au lieu de douze.
Légende des couleurs
- Relégué de première division
- Promu de troisième division

| Club                       | D2 depuis | Classement 2010        | Entraîneur              | Stade                  | Capacité théorique |
| -------------------------- | --------- | ---------------------- | ----------------------- | ---------------------- | ------------------ |
| Alania Vladikavkaz         | 2011      | 15 (D1)                | Vladimir Gazzaïev       | Stade Spartak          | 32 264             |
| Sibir Novossibirsk         | 2011      | 16 (D1)                | Dmitri Radioukine       | Stade Spartak          | 12 500             |
| FK Nijni Novgorod          | 2009      | 3                      | Vladimir Kazakov (en)   | Stade Severny          | 3 180              |
| Kamaz Naberejnye Tchelny   | 2004      | 4                      | Robert Ievdokimov       | Stade Kamaz            | 9 221              |
| Mordovia Saransk           | 2010      | 6                      | Fiodor Chtcherbatchenko | Stade Start            | 7 400              |
| Oural Iekaterinbourg       | 2005      | 7                      | Sergueï Boulatov        | Stade Ouralmach        | 13 000             |
| Jemtchoujina Sotchi        | 2010      | 8                      | Stanislav Tchertchessov | Stade central          | 10 280             |
| Volgar-Gazprom Astrakhan   | 2009      | 9                      | Khazret Dychekov (en)   | Stade central          | 21 500             |
| Chinnik Iaroslavl          | 2009      | 10                     | Iouri Gazzaïev          | Stade Chinnik          | 22 900             |
| SKA-Energia Khabarovsk     | 2002      | 11                     | Aleksandr Grigoryan     | Stade Lénine           | 15 200             |
| Luch-Energia Vladivostok   | 2009      | 12                     | Sergueï Pavlov          | Stade Dynamo           | 10 200             |
| FK Khimki                  | 2010      | 13                     | Oleg Dolmatov           | Stade Rodina           | 5 083              |
| Dinamo Briansk             | 2010      | 14                     | Valeri Petrakov         | Stade Dynamo           | 10 100             |
| Baltika Kaliningrad        | 2006      | 15                     | Ievgueni Perevertaïlo   | Stade Baltika          | 14 660             |
| Torpedo Moscou             | 2011      | 1 (D3, Centre)         | Igor Tchougaïnov        | Stade Eduard Streltsov | 13 400             |
| Ienisseï Krasnoïarsk       | 2011      | 1 (D3, Est)            | Aleksandr Alfiorov      | Stade central          | 22 500             |
| Torpedo Vladimir           | 2011      | 1 (D3, Ouest)          | Ievgueni Dournev (en)   | Stade Torpedo          | 26 000             |
| Gazovik Orenbourg          | 2011      | 1 (D3, Oural-Povoljié) | Konstantin Galkine      | Stade Gazovik          | 7 500              |
| Tchernomorets Novorossiisk | 2011      | 1 (D3, Sud)            | Igor Tcherni            | Stade Trud             | 12 500             |
| Fakel Voronej              | 2011      | 4 (D3, Centre)         | Konstantin Sarsania     | Stade central          | 32 750             |

### Changements d'entraîneurs
| Club                       | Entraîneur partant     | Date de départ   | Entraîneur arrivant   | Date d'arrivée   |
| -------------------------- | ---------------------- | ---------------- | --------------------- | ---------------- |
| Luch-Energia Vladivostok   | Francisco Arcos        | 6 mai 2011       | Sergueï Pavlov        | 7 mai 2011       |
| Volgar-Gazprom Astrakhan   | Lev Ivanov             | 7 mai 2011       | Aleksandr Krotov      | 7 mai 2011       |
| Sibir Novossibirsk         | Igor Kriouchenko       | 9 mai 2011       | Dmitri Radioukine     | 9 mai 2011       |
| Dinamo Briansk             | Aleksandr Smirnov (en) | 20 mai 2011      | Valeri Petrakov       | 26 mai 2011      |
| Oural Iekaterinbourg       | Dmitri Ogaï (en)       | 30 mai 2011      | Iouri Matveïev        | 21 juin 2011     |
| Dinamo Briansk             | Sergueï Frantsev       | 28 juin 2011     | Ievgueni Perevertaïlo | 20 juillet 2011  |
| Tchernomorets Novorossiisk | Khazret Dychekov (en)  | 4 septembre 2011 | Igor Tcherni          | 4 septembre 2011 |
| Volgar-Gazprom Astrakhan   | Aleksandr Krotov       | 7 septembre 2011 | Khazret Dychekov (en) | 7 septembre 2011 |
| SKA-Energia Khabarovsk     | Igor Protassov         | 11 octobre 2011  | Aleksandr Grigoryan   | 11 octobre 2011  |
| Oural Iekaterinbourg       | Iouri Matveïev         | 23 novembre 2011 | Aleksandr Pobegalov   | 23 novembre 2011 |
| Oural Iekaterinbourg       | Aleksandr Pobegalov    | 5 avril 2012     | Sergueï Boulatov      | 6 avril 2012     |
| FK Khimki                  | Oleg Dolmatov          | 16 avril 2012    | Aleksandr Tarkhanov   | 17 avril 2012    |

## Compétition

### Règlement général
Le classement est établi sur le barème classique de points (victoire à 3 points, match nul à 1, défaite à 0). Pour départager les équipes à égalité de points, on utilise les critères suivants :
1. Nombre de matchs gagnés
2. Confrontations directes (points, matchs gagnés, différence de buts, buts marqués, buts marqués à l'extérieur)
3. Différence de buts générale
4. Buts marqués (général)
5. Buts marqués à l'extérieur (général)

L'intégralité des statistiques de la première phase (points, buts inscrits/encaissés) sont rapportées dans la deuxième phase.

### Première phase

#### Classement
| Rang | Équipe                       | Pts | J  | G  | N  | P  | Bp | Bc | Diff |
| ---- | ---------------------------- | --- | -- | -- | -- | -- | -- | -- | ---- |
| 1    | Alania Vladikavkaz R         | 73  | 38 | 21 | 10 | 7  | 50 | 24 | +26  |
| 2    | Mordovia Saransk             | 73  | 38 | 21 | 10 | 7  | 64 | 44 | +20  |
| 3    | Chinnik Iaroslavl            | 69  | 38 | 21 | 6  | 11 | 61 | 42 | +19  |
| 4    | FK Nijni Novgorod            | 68  | 38 | 21 | 5  | 12 | 53 | 40 | +13  |
| 5    | Sibir Novossibirsk R         | 61  | 38 | 16 | 13 | 9  | 61 | 39 | +22  |
| 6    | Dinamo Briansk               | 60  | 38 | 17 | 9  | 12 | 48 | 40 | +8   |
| 7    | Torpedo Moscou P             | 60  | 38 | 16 | 12 | 10 | 50 | 30 | +20  |
| 8    | Oural Iekaterinbourg         | 60  | 38 | 15 | 15 | 8  | 51 | 35 | +16  |
| 9    | Kamaz Naberejnye Tchelny     | 59  | 38 | 17 | 8  | 13 | 48 | 36 | +12  |
| 10   | Ienisseï Krasnoïarsk P       | 53  | 38 | 14 | 11 | 13 | 45 | 43 | +2   |
| 11   | FK Khimki                    | 48  | 38 | 13 | 9  | 16 | 47 | 61 | -14  |
| 12   | Volgar-Gazprom Astrakhan     | 47  | 38 | 12 | 11 | 15 | 36 | 49 | -13  |
| 13   | SKA-Energia Khabarovsk       | 47  | 38 | 12 | 11 | 15 | 46 | 57 | -11  |
| 14   | Torpedo Vladimir P           | 43  | 38 | 12 | 7  | 19 | 45 | 61 | -16  |
| 15   | Luch-Energia Vladivostok     | 42  | 38 | 9  | 15 | 14 | 30 | 32 | -2   |
| 16   | Tchernomorets Novorossiisk P | 41  | 38 | 11 | 8  | 19 | 32 | 36 | -4   |
| 17   | Baltika Kaliningrad          | 41  | 38 | 9  | 14 | 15 | 31 | 45 | -14  |
| 18   | Gazovik Orenbourg            | 38  | 38 | 8  | 14 | 16 | 40 | 48 | -8   |
| 19   | Fakel Voronej                | 30  | 38 | 6  | 12 | 20 | 26 | 46 | -20  |
| 20   | Jemtchoujina Sotchi          | 26  | 38 | 8  | 2  | 28 | 22 | 81 | -59  |

Qualifications
- 1er à 8e : groupe promotion
- 9e et 19e : groupe relégation

Relégation
- 20e : abandon

Abréviations
- R : Relégué de première division
- P : Promu de troisième division

1. ↑  Le Jemtchoujina Sotchi se retire de la compétition en cours de saison le 7 août 2011 en raison de ses problèmes financiers. Ses matchs restants sont comptés comme des défaites sur tapis vert sur le score de 3-0 en faveur de l'équipe adverse[2].

#### Résultats
| Résultats (▼dom., ►ext.)   | ALA | BAL | TCH | DIN | FAK | GAZ | KAM | KHI | LUC | MOR | NIJ | CHI | SIB | SKA | TOM | TOV | OUR | VOL | IEN | JEM |
| Alania Vladikavkaz         |     | 2-0 | 1-1 | 2-1 | 1-0 | 0-0 | 2-0 | 1-1 | 1-0 | 4-0 | 1-0 | 0-1 | 1-1 | 3-1 | 1-3 | 1-0 | 1-0 | 2-0 | 4-0 | 3-0 |
| Baltika Kaliningrad        | 0-2 |     | 1-0 | 0-0 | 0-0 | 0-0 | 0-1 | 4-1 | 2-0 | 0-0 | 0-2 | 0-1 | 0-1 | 0-1 | 0-3 | 1-3 | 2-2 | 1-0 | 2-1 | 0-0 |
| Tchernomorets Novorossiisk | 0-1 | 1-2 |     | 2-1 | 1-0 | 2-0 | 1-0 | 1-1 | 0-2 | 0-1 | 0-1 | 2-3 | 1-1 | 2-1 | 0-0 | 0-0 | 1-0 | 3-0 | 1-1 | 0-1 |
| Dinamo Briansk             | 1-0 | 2-0 | 1-0 |     | 0-1 | 1-1 | 1-0 | 4-2 | 1-1 | 4-1 | 3-2 | 0-1 | 1-1 | 0-2 | 0-3 | 0-2 | 0-0 | 0-0 | 2-1 | 3-0 |
| Fakel Voronej              | 1-1 | 2-3 | 1-0 | 0-1 |     | 1-1 | 1-0 | 0-1 | 1-3 | 0-0 | 0-0 | 1-2 | 0-3 | 2-2 | 0-0 | 2-1 | 0-0 | 0-1 | 1-2 | 3-0 |
| Gazovik Orenbourg          | 1-0 | 1-1 | 2-1 | 0-0 | 2-1 |     | 0-0 | 1-2 | 0-0 | 1-1 | 0-2 | 1-2 | 2-1 | 2-3 | 1-1 | 1-1 | 0-1 | 1-3 | 3-4 | 0-2 |
| Kamaz Naberejnye Tchelny   | 2-0 | 0-0 | 3-1 | 1-0 | 3-1 | 1-3 |     | 1-1 | 2-0 | 1-2 | 0-2 | 1-2 | 1-1 | 0-0 | 3-2 | 3-0 | 0-1 | 1-0 | 2-0 | 1-0 |
| FK Khimki                  | 0-2 | 1-1 | 2-1 | 0-0 | 2-0 | 2-1 | 0-3 |     | 1-0 | 0-6 | 1-2 | 2-0 | 1-3 | 2-1 | 2-2 | 3-1 | 3-1 | 1-1 | 1-0 | 3-0 |
| Luch-Energia Vladivostok   | 0-1 | 0-0 | 1-0 | 0-2 | 0-0 | 2-1 | 0-1 | 0-0 |     | 0-0 | 0-0 | 2-1 | 1-0 | 2-0 | 0-2 | 0-1 | 1-1 | 0-1 | 0-0 | 0-1 |
| Mordovia Saransk           | 1-2 | 3-1 | 2-1 | 3-2 | 3-2 | 3-1 | 1-0 | 2-1 | 1-1 |     | 3-1 | 0-0 | 1-0 | 2-1 | 2-0 | 4-0 | 4-2 | 3-4 | 2-3 | 2-1 |
| FK Nijni Novgorod          | 0-3 | 1-0 | 1-0 | 0-1 | 3-1 | 2-1 | 1-2 | 2-0 | 4-1 | 1-1 |     | 3-2 | 2-1 | 2-0 | 1-0 | 2-0 | 1-5 | 2-1 | 0-1 | 3-0 |
| Chinnik Iaroslavl          | 2-2 | 0-3 | 1-0 | 5-0 | 1-0 | 2-1 | 3-2 | 4-1 | 0-0 | 0-1 | 4-1 |     | 3-3 | 1-2 | 0-4 | 2-0 | 1-2 | 3-0 | 2-0 | 3-0 |
| Sibir Novossibirsk         | 3-0 | 3-0 | 0-0 | 4-1 | 1-2 | 1-0 | 1-1 | 2-1 | 2-2 | 2-1 | 1-1 | 1-0 |     | 2-2 | 2-0 | 2-1 | 0-0 | 5-1 | 0-1 | 2-1 |
| SKA-Energia Khabarovsk     | 1-1 | 1-1 | 1-0 | 0-2 | 1-0 | 2-1 | 1-1 | 1-0 | 0-5 | 4-4 | 1-1 | 0-0 | 1-2 |     | 0-1 | 2-0 | 1-1 | 1-1 | 4-3 | 3-1 |
| Torpedo Moscou             | 0-0 | 4-0 | 0-1 | 1-0 | 2-0 | 1-1 | 2-0 | 3-1 | 1-0 | 1-1 | 0-1 | 1-0 | 1-1 | 2-1 |     | 1-1 | 0-1 | 0-0 | 1-2 | 2-1 |
| Torpedo Vladimir           | 0-3 | 1-1 | 0-2 | 1-3 | 1-0 | 0-0 | 3-2 | 3-3 | 1-1 | 1-2 | 1-3 | 1-2 | 3-2 | 3-1 | 3-1 |     | 1-0 | 2-0 | 0-2 | 3-0 |
| Oural Iekaterinbourg       | 0-0 | 3-0 | 1-0 | 0-0 | 1-1 | 1-1 | 2-3 | 5-2 | 1-1 | 0-0 | 2-0 | 0-2 | 3-2 | 2-0 | 2-1 | 3-2 |     | 0-0 | 0-0 | 1-3 |
| Volgar-Gazprom Astrakhan   | 3-0 | 2-2 | 2-2 | 1-5 | 2-0 | 1-3 | 0-2 | 1-0 | 0-0 | 0-1 | 0-3 | 1-1 | 1-0 | 2-0 | 0-0 | 3-1 | 0-3 |     | 1-0 | 3-0 |
| Ienisseï Krasnoïarsk       | 0-0 | 0-0 | 0-1 | 0-1 | 1-1 | 0-2 | 1-1 | 0-2 | 2-1 | 2-0 | 2-0 | 2-1 | 1-1 | 3-0 | 1-1 | 1-2 | 1-1 | 0-0 |     | 4-2 |
| Jemtchoujina Sotchi        | 0-1 | 0-3 | 0-3 | 2-4 | 0-0 | 0-3 | 0-3 | 1-0 | 0-3 | 0-3 | 1-0 | 2-3 | 0-3 | 0-3 | 0-3 | 2-1 | 0-3 | 1-0 | 0-3 |     |

### Deuxième phase

#### Groupe promotion
| Rang | Équipe               | Pts | J  | G  | N  | P  | Bp | Bc | Diff |
| ---- | -------------------- | --- | -- | -- | -- | -- | -- | -- | ---- |
| 1    | Mordovia Saransk     | 100 | 52 | 29 | 13 | 10 | 91 | 56 | +35  |
| 2    | Alania Vladikavkaz R | 97  | 52 | 28 | 13 | 11 | 66 | 39 | +27  |
| 3    | FK Nijni Novgorod    | 94  | 52 | 29 | 7  | 16 | 76 | 58 | +18  |
| 4    | Chinnik Iaroslavl    | 85  | 52 | 25 | 10 | 17 | 70 | 56 | +14  |
| 5    | Dinamo Briansk       | 78  | 52 | 22 | 12 | 18 | 62 | 57 | +5   |
| 6    | Oural Iekaterinbourg | 78  | 52 | 19 | 21 | 12 | 71 | 52 | +19  |
| 7    | Sibir Novossibirsk R | 76  | 52 | 19 | 19 | 14 | 76 | 57 | +19  |
| 8    | Torpedo Moscou P     | 68  | 52 | 17 | 17 | 18 | 63 | 53 | +10  |

Promotion en première division
- 1er à 2e : promotion
- 3e et 4e : barrage de promotion

Relégation
- 3e et 5e : rétrogradation

Abréviations
- R : Relégué de première division
- P : Promu de troisième division

1. ↑  Le FK Nijni Novgorod disparaît à l'issue de la saison en raison de ses problèmes financiers[3].
2. ↑  Le Dinamo Briansk est rétrogradé à l'issue de la saison en raison de ses problèmes financiers[3].

##### Résultats
| Résultats (▼dom., ►ext.) | ALA | DIN | MOR | NIJ | CHI | SIB | TOR | OUR |
| Alania Vladikavkaz       |     | 2-0 | 2-4 | 1-0 | 0-0 | 1-1 | 1-0 | 1-2 |
| Dinamo Briansk           | 1-2 |     | 1-0 | 1-2 | 0-1 | 1-0 | 1-1 | 2-1 |
| Mordovia Saransk         | 2-0 | 3-1 |     | 3-1 | 2-0 | 0-2 | 2-0 | 2-2 |
| FK Nijni Novgorod        | 2-0 | 3-1 | 0-2 |     | 1-0 | 4-3 | 3-2 | 1-1 |
| Chinnik Iaroslavl        | 0-1 | 0-2 | 0-2 | 1-1 |     | 1-2 | 1-0 | 2-1 |
| Sibir Novossibirsk       | 1-2 | 0-0 | 2-1 | 0-3 | 1-1 |     | 1-1 | 0-1 |
| Torpedo Moscou           | 0-1 | 2-3 | 0-0 | 3-0 | 1-1 | 1-1 |     | 2-6 |
| Oural Iekaterinbourg     | 2-2 | 0-0 | 1-1 | 0-2 | 0-1 | 1-1 | 2-0 |     |

#### Groupe relégation
| Rang | Équipe                       | Pts | J  | G  | N  | P  | Bp | Bc | Diff |
| ---- | ---------------------------- | --- | -- | -- | -- | -- | -- | -- | ---- |
| 1    | Kamaz Naberejnye Tchelny     | 67  | 48 | 19 | 10 | 19 | 53 | 46 | +7   |
| 2    | Ienisseï Krasnoïarsk P       | 66  | 48 | 17 | 15 | 16 | 53 | 53 | 0    |
| 3    | SKA-Khabarovsk               | 62  | 48 | 16 | 14 | 18 | 57 | 66 | -9   |
| 4    | Torpedo Vladimir P           | 61  | 48 | 17 | 10 | 21 | 62 | 73 | -11  |
| 5    | FK Khimki                    | 59  | 48 | 16 | 11 | 21 | 54 | 74 | -20  |
| 6    | Volgar-Gazprom Astrakhan     | 59  | 48 | 15 | 14 | 19 | 44 | 57 | -13  |
| 7    | Baltika Kaliningrad          | 59  | 48 | 14 | 17 | 17 | 42 | 54 | -12  |
| 8    | Gazovik Orenbourg            | 59  | 48 | 14 | 17 | 17 | 54 | 52 | +2   |
| 9    | Luch-Energia Vladivostok     | 54  | 48 | 11 | 21 | 16 | 37 | 39 | -2   |
| 10   | Tchernomorets Novorossiisk P | 52  | 48 | 14 | 10 | 24 | 40 | 45 | -5   |
| 11   | Fakel Voronej                | 40  | 48 | 9  | 13 | 26 | 34 | 59 | -25  |

Relégation en troisième division
- 8e à 11e : relégation
- 1er et 4e : rétrogradation

Abréviations
- P : Promu de troisième division

1. ↑  Le Kamaz Naberejnye Tchelny est rétrogradé en troisième division à l'issue de la saison en raison de ses problèmes financiers[3].
2. ↑  Le Torpedo Vladimir est rétrogradé à l'issue de la saison en raison de ses problèmes financiers[4].

##### Résultats
| Résultats (▼dom., ►ext.)   | BAL | TCH | FAK | GAZ | KAM | KHI | LUC | SKA | TOV | VOL | IEN |
| Baltika Kaliningrad        |     | 1-0 | 2-0 | 2-1 |     |     | 1-1 |     |     |     | 0-1 |
| Tchernomorets Novorossiisk |     |     |     |     | 1-0 | 1-0 |     | 1-2 | 3-0 | 0-0 |     |
| Fakel Voronej              |     | 0-0 |     | 0-2 |     |     | 0-1 | 2-1 |     |     | 1-0 |
| Gazovik Orenbourg          |     | 2-0 |     |     | 2-0 | 3-0 |     | 1-0 |     | 1-0 |     |
| Kamaz Naberejnye Tchelny   | 0-1 |     | 2-0 |     |     |     | 0-0 |     | 0-1 |     | 2-1 |
| FK Khimki                  | 1-1 |     | 1-3 |     | 1-0 |     |     |     | 0-2 |     | 0-0 |
| Luch-Energia Vladivostok   |     | 2-1 |     | 0-0 |     | 1-2 |     | 1-2 |     | 0-0 |     |
| SKA-Khabarovsk             | 0-0 |     |     |     | 2-0 | 2-1 |     |     | 1-1 | 0-1 |     |
| Torpedo Vladimir           | 5-2 |     | 2-1 | 1-1 |     |     | 1-1 |     |     |     | 3-0 |
| Volgar-Gazprom Astrakhan   | 0-1 |     | 2-1 |     | 1-1 | 0-1 |     |     | 3-1 |     |     |
| Ienisseï Krasnoïarsk       |     | 2-1 |     | 1-1 |     |     | 0-0 | 1-1 |     | 2-1 |     |

### Barrages de promotion
Les troisième et quatrième du championnat, le FK Nijni Novgorod et le Chinnik Iaroslavl, affrontent respectivement le quatorzième et le treizième de la première division à la fin de la saison dans le cadre d'un barrage aller-retour.
Le Chinnik Iaroslavl est largement battu lors de sa confrontation face au FK Rostov, subissant deux défaites lors des deux manches, d'abord 3-0 à Rostov avant d'être battu 1-0 chez lui. Le FK Nijni Novgorod est quant à lui confronté au Volga Nijni Novgorod, club de la même ville, chez qui il perd dans un premier temps 2-1 avant d'obtenir un match nul et vierge à domicile, synonyme de défaite sur les deux matchs. Les deux clubs de deuxième division échouent donc à la promotion tandis que ceux du premier échelon se maintiennent.
| Équipe                    | Aller | Total | Retour | Équipe                 |
| ------------------------- | ----- | ----- | ------ | ---------------------- |
| FK Rostov (D1)            | 3 - 0 | 4 - 0 | 1 - 0  | (D2) Chinnik Iaroslavl |
| Volga Nijni Novgorod (D1) | 2 - 1 | 2 - 1 | 0 - 0  | (D2) FK Nijni Novgorod |

### Meilleurs buteurs
| Rang | Joueur                 | Club                               | Buts |
| ---- | ---------------------- | ---------------------------------- | ---- |
| 1    | Rouslan Moukhametchine | Mordovia Saransk                   | 31   |
| 2    | Dmitri Goloubov (en)   | Baltika Kaliningrad Dinamo Briansk | 22   |
| 3    | Dmitri Akimov          | Sibir Novossibirsk                 | 20   |
| 4    | Maksim Astafiev (en)   | Sibir Novossibirsk                 | 17   |
| 5    | Kirill Pantchenko      | Mordovia Saransk                   | 15   |
| 6    | Artiom Delkine (en)    | Torpedo Vladimir                   | 14   |
| 6    | Eldar Nizamoutdinov    | Sibir Novossibirsk                 | 14   |
| 8    | Alekseï Bazanov        | Ienisseï Krasnoïarsk               | 13   |
| 8    | Ievgueni Loutsenko     | SKA-Energia Khabarovsk             | 13   |